# كلية لوراس

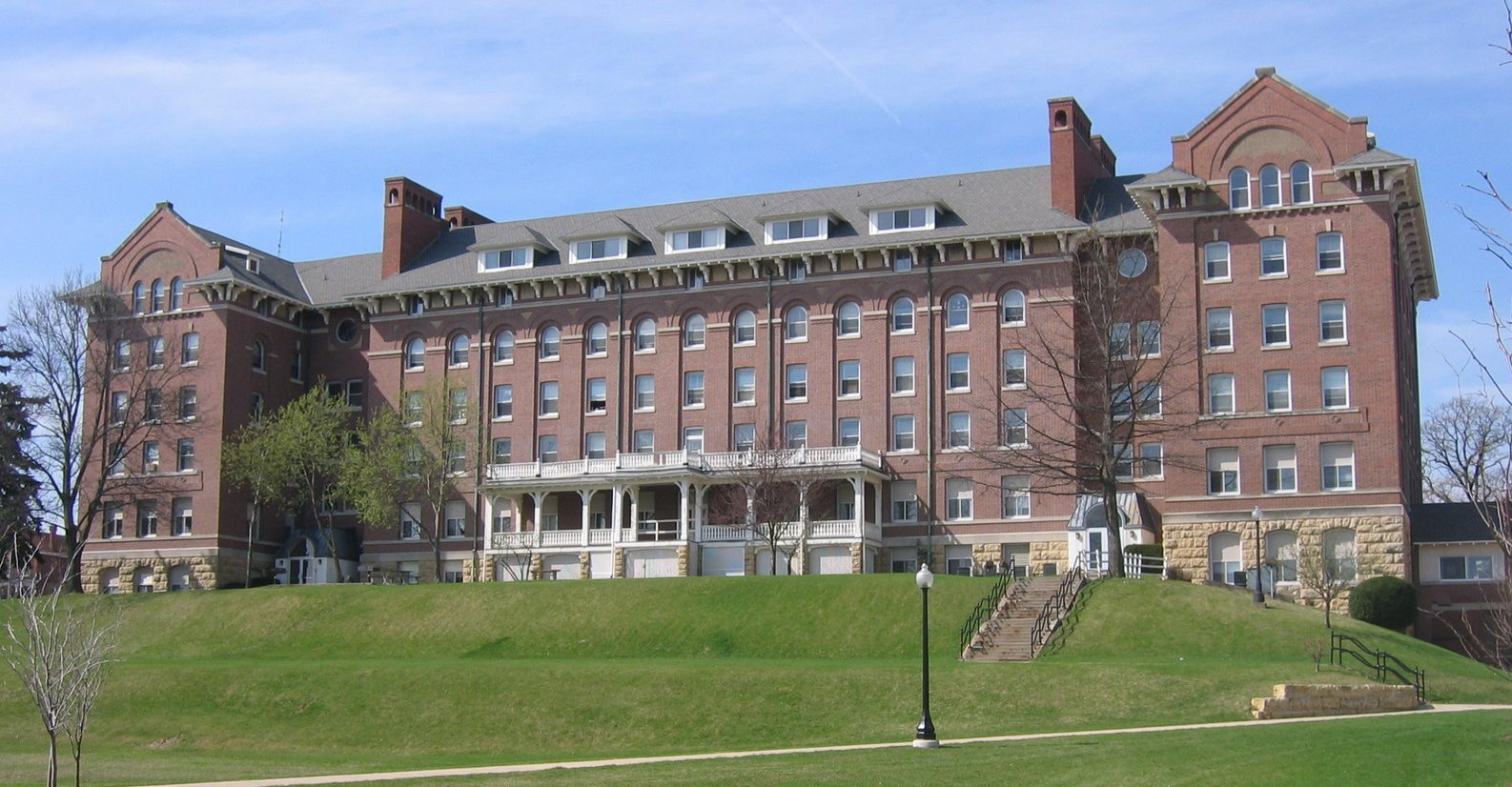
كين هول في كلية لوراس

كلية لوراس (بالإنجليزية: Loras College)‏ هي كلية كاثوليكية تقع في دوبوك، أيوا. يبلغ عدد طلابها حوالي 1600 طالباً، وهي أقدم مؤسسة تعليمية بعد الثانوية في ولاية أيوا. تقدم المدرسة برامج البكالوريوس والدراسات العليا. وهي واحدة من أربع مؤسسات تقدم برامج تعليمية لما بعد الثانوية لمدة أربع سنوات في مدينة دوبوك، وواحدة من أربع كليات كاثوليكية في أبرشية دوبوك، وواحدة من ست كليات كاثوليكية في ولاية أيوا.

## التاريخ
تأسست كلية لوراس بمسمى كلية الفنون الحرة، وذلك في عام 1839م من قبل القسا الأسقف ماثياس لوراس، والذي هو أول أساقفة دوبوك، والذي أسس مدرسة القديس رافائيل لتعليم الشبان من أجل الكهنوت بنية صريحة تتمثل في توفير فرصة للتعليم العالي لمواطني المنطقة. أصبح لوراس لاحقًا رئيسًا للكلية. وتعمل الكلية تحت عدة أسماء مختلفة: المدرسة سانت رافاييل وفي وقت لاحق سميت بأكاديمية سانت رافاييل (1839م-1850م)، كلية جبل سانت برنارد والمدرسة (1850م-1860م)، كلية القديس يوسف (1873م-1914م)، دوبوك كلية (1914م - 1920م) ، وكلية كولومبيا (1920م-1939م). اعتمد الاسم الحالي خلال الذكرى المئوية للمدرسة في عام 1939م. في نفس العام تأسست جمعية الشرف الكاثوليكية الوطنية دلتا إبسيلون سيغما في الكلية، من قبل الأب فيتزجيرالد. ومنذ تأسيسها كرست الكلية أعضاء هيئة التدريس والمرافق التابعة لبرنامج البكالوريوس ؛ منح درجة البكالوريوس في الآداب وبكالوريوس العلوم.
في عام 1963م عندما قررت الجامعة الكاثوليكية الأمريكية التوقف عن برنامج فرعي للدراسات العليا في حرم لوراس، كلية لوراس، مدركةً الحاجة المتزايدة في اللغة المحلية للدراسة بعد شهادة البكالوريا، بدأت شعبة الدراسات العليا التي تقدم درجة الماجستير في الآداب في بعض المجالات.
أصبحت الكلية مختلطة في خريف عام 1971م. في عام 1973 ، قدمت شهادات مشارك في الآداب وشهادة مشارك في العلوم. بدأ قسم التربية المجتمعية في عام 1975م.
اعتمدت كل من كلية البكالوريوس وشعبة الدراسات العليا بكلية لوراس من قبل الرابطة الشمالية المركزية للكليات والمدارس. برنامج تعليم المعلمين، سواء على مستوى الدراسات العليا أو الجامعية، وهو معتمد من قبل وزارة التربية والتعليم في ولاية أيوا. اعتمد برنامج تعليم المدرسين الجامعيين أيضًا من قبل المجلس الوطني لاعتماد تعليم المعلمين. وافقت الجمعية الكيميائية الأمريكية على برنامج الكيمياء الجامعية. اعتمد مجلس تعليم الخدمة الاجتماعية تخصص العمل الاجتماعي على مستوى البكالوريا.

## أكاديميات
تقدم الكلية 49 تخصصًا أساسيا و11 تخصصا ثانويا و9 برامج تمهيدية للطلاب الجامعيين. يمكن للطلاب الجامعيين المشاركة في الفصول الصيفية والتدريب الداخلي والخبرة الميدانية والدراسة في الخارج وغير ذلك الكثير.
بالنسبة لبرامج الدراسات العليا تقدم كلية لوراس درجة الماجستير في الآداب في علم النفس الإكلينيكي أو العام، والإرشاد المدرسي، والتعليم، ودرجة الماجستير في إدارة الأعمال مع التركيز على تحليلات الأعمال.

## الألعاب الرياضية
تُعرف الفرق الرياضية لوراس باسم دوهاوكس، وهو الاسم الذي منحه فريق ديترويت فري بريس في 1924م للتقارب بين دوبكيو و هاوكس. الحقول المدرسية 23 فريق من الرجال والنساء وذلك في القسم الثالث من الرابطة الوطنية لرياضة الجامعات، وهي عضو في مؤتمر الأنهار الأمريكية، ومؤتمر لاكروس في الغرب الأوسط، ورابطة الغرب الأوسط للكرة الطائرة. ألوان لورا هي الارجواني، الذهبي، المعدني الذهبي. تقدم فريق كرة القدم للرجال إلى نهائيات دوري الدرجة الثالثة لكرة القدم في المرحلة الرابعة، خمس مرات منذ عام 2007م، ومرة واحدة في بطولة دوري الدرجة الثالثة لكرة القدم في عام 2015م. يشغل دنيس أوديلهوفن منصب مدير ألعاب القوى لدهوكس، ويساعده مدرب كرة القدم للرجال ومدير عمليات كرة القدم، دان روثرت. يشغل جيم نابرستك منصب مدير الاتصالات الرياضية لدى دوهاوكس منذ تعيينه في مارس 2014م.

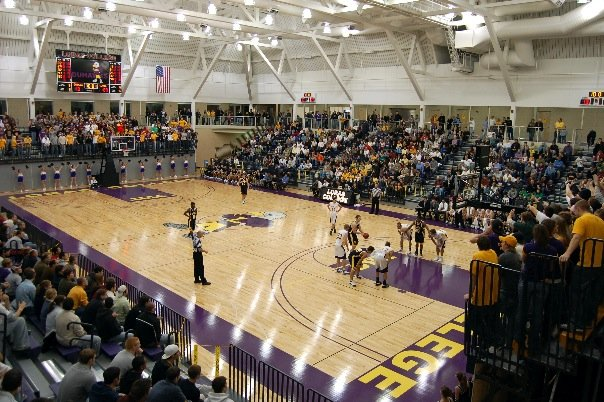
مركز لوراس للرياضة واللياقة البدنية (نوفمبر 2007))

| رياضة                  | الموسم    | مرافق                             |
| ---------------------- | --------- | --------------------------------- |
| البيسبول               | ربيع      | بيتراكيس بارك                     |
| كرة السلة للرجال       | شتاء      | AWC / ليليس كورت                  |
| كرة السلة للسيدات      | شتاء      | AWC / ليليس كورت                  |
| لعبة غولف الرجال       | خريف ربيع | المروج الرعد هيلز                 |
| جولف المرأة            | خريف ربيع | المروج الرعد هيلز                 |
| عبر البلاد             | خريف      | مجمع دوبوك لكرة القدم             |
| كرة القدم              | خريف      | صخرة السلطانية / حقل بيير         |
| كرة القدم للرجال       | خريف      | صخرة السلطانية / حقل بيير         |
| كرة القدم للسيدات      | خريف      | صخرة السلطانية / حقل بيير         |
| لاكروس المرأة          | ربيع      | صخرة السلطانية / حقل بيير         |
| الكرة اللينة           | ربيع      | فابر كلارك فيلد                   |
| السباحة والغوص         | شتاء      | سان خوسيه بول                     |
| تنس الرجال             | خريف ربيع | ملاعب التاكر للتنس                |
| تنس سيدات              | خريف ربيع | ملاعب التاكر للتنس                |
| حقل المسار             | شتاء ربيع | مركز جرابر الرياضي صخرة السلطانية |
| كرة الطائرة للرجال     | ربيع      | ليليس كورت                        |
| الكرة الطائرة النسائية | خريف      | ليليس كورت                        |
| مصارعة                 | شتاء      | مجمع جرابر الرياضي / AWC          |

## روابط خارجية
- الموقع الرسمي
- الموقع الرسمي لألعاب القوى